# Pozsonyi hídfő

A párizsi békeszerződésben érintett területek. Egyes számmal jelölve a pozsonyi hídfő.

A pozsonyi hídfő egy 93,7 km²-es terület Nyugat-Szlovákiában, a Kisalföldön, a Duna jobb partján. Közigazgatásilag Pozsonyhoz tartozik, ez a  Pozsonyi V. járás. Pozsonyligetfalu, Horvátjárfalu, Oroszvár és Dunacsúny városrészek találhatók itt. Lakossága 111 135 fő (2011).

## Története
Az első világháborút lezáró Párizs környéki békeszerződések Magyarország elleni stratégiai megfontolásból csehszlovák hídfőt képeztek Pozsonnyal szemben, a Duna jobb partján Pozsonyligetfalu Csehszlovákiához csatolásával.
1938 októberében, a müncheni egyezmény nyomán a Harmadik Birodalom megszerezte Pozsonyligetfalut és a Duna-balparti Dévényt, szintén stratégiai megfontolásból.
A háború végén a fegyverszüneti egyezmények Kárpátalja kivételével visszaállították Csehszlovákia 1938-as határait. (Kárpátalját a moszkvai szerződés alapján csatolták a Szovjetunióhoz, benne Ukrajnához 1945-ben.) Pozsonyligetfaluban működött az a tábor, ahová 1945-ben vélt vagy valós bűnökkel vádolt magyarokat és németeket zártak, irtózatos körülmények közé és 93 leventét kivégeztek.[forrás?]
A párizsi béketárgyalásokon vetette föl a csehszlovák delegáció, hogy a magyarok ellen honvédelmi okokból szükség van a pozsonyi hídfő kibővítésére, öt magyarországi községgel. A tervezetben eredetileg Dunacsún, Horvátjárfalu, Oroszvár, Rajka és Bezenye szerepelt, de végül csak az első hármat ítélték Csehszlovákiának, ezzel újabb 62 km²-t elcsatolva Magyarországtól.
Pozsonyligetfalu területén az 1973-1985 között lakótelepet építettek. Ma mind a négy egykori település Pozsony városrésze, a Pozsonyi V. járáshoz tartoznak.
1977–1992 között itt épült a bős–nagymarosi vízlépcső. A hídfő teszi lehetővé a Duna vizének Szlovákia területére történő elterelését.